# Roanoke (Indiana)
Roanoke – miasto w Stanach Zjednoczonych, w stanie Indiana, w hrabstwie Huntington.